# ファースト・ラブ (宝塚歌劇)
『ファースト・ラブ』は、宝塚歌劇団の舞台作品。花組公演。
宝塚公演の併演作品は『宝塚春の踊り』と『恋天狗』、東京は『友よこの胸に熱き涙を』、倉吉・米子・松江・出雲・益田・山口・田川・久留米・小倉・長崎・佐賀・都城・鹿児島・熊本・岡山・豊田・豊橋・伊勢は『エストレリータ』。

## 解説
※『宝塚歌劇100年史（舞台編）』の宝塚大劇場公演のページを参照
古代から現代までのファースト・ラブの変遷史がスクリーンにアニメーションで紹介されるなど、初恋をモチーフにしたショー。愛は不滅だと謳うゆずり葉たちの"リバース"のシーンは、後に再演された場面である。
美雪花代はこの公演を最後に宝塚を退団した。

## 公演期間と公演場所
- 1981年3月26日 - 5月12日[3]（新人公演：4月14日[5]）　宝塚大劇場
- 1981年7月2日 - 7月29日[4]（新人公演なし）　東京宝塚劇場
- 1982年6月12日 - 7月4日[2]　倉吉、米子、松江、出雲、益田、山口、田川、久留米、小倉、長崎、佐賀、都城、鹿児島、熊本、岡山、豊田、豊橋、伊勢

## 宝塚大劇場公演のデータ
形式名は「グランド・レビュー」。24場。

### スタッフ（宝塚大劇場）
- 作・演出：岡田敬二[3]
- 作曲・編曲：吉崎憲治[6]、高橋城[6]
- 編曲・音楽指揮：橋本和明[6]
- 振付[6]：喜多弘、岡正躬、司このみ、名倉加代子
- 装置：大橋泰弘[6]
- 衣装：任田幾英[6]
- 照明：今井直次[7]
- 音響：松永浩志[7]
- 小道具：万波一重[7]
- 効果：川ノ上智洋[7]
- 合唱指導：橋本和明[7]
- 演出助手[7]：小池修一郎、石田昌也
- 制作：高野賢一[7]
- ヘアデザイン：和田好弘[7]